# Dom/Römer
Dom/Römer is een ondergronds station van de U-Bahn in Frankfurt am Main aan de U-Bahn-lijnen U4 en U5 gelegen in het stadsdeel Altstadt.